# Padrťské rybníky
Padrťské rybníky je souhrnný název pro dvojici rybníků, které leží v široké kotlině, nazývané též Padrťské údolí (dlouhé přes 10 km), v níž leží Hořejší Padrťský rybník a menší Dolejší Padrťský rybník. Nacházejí se v srdci Brdské vrchoviny, v tzv. Středních Brdech v průměrné nadmořské výšce 640 m a jsou jednou z nejcennějších součástí Chráněné krajinné oblasti Brdy.

## Historie
Rybníky byly založeny v 16. století jako vodní rezervoár pro plavení dřeva pro hutě, rozložené na bývalém Padrťském potoce, dnes Klabavě. Dlouhou dobu byly největší vodní plochou v Plzeňském kraji.[zdroj?] Pod nimi stála ves Padrť, která byla vysídlena a následně zničena v 50. letech 20. století (spolu s dalšími brdskými obcemi) při rozšíření Vojenského újezdu Brdy. Ve své době byly vyhlášeným rekreačním místem a jezdilo sem i mnoho známých osobností. Znovu přístupné jsou rybníky od roku 2008, od roku 2016 jsou i součástí výše zmíněné CHKO Brdy.

## Příroda
V jejich okolí se vyskytuje řada chráněných rostlin a živočichů, hnízdí zde např. orel mořský, bekasina otavní, čáp černý, volavka popelavá a žije zde i vydra. Oba rybníky spolu s pobřežními porosty jsou v rámci CHKO Brdy přírodní rezervací o rozloze 200 ha, doprovázené přirozenými společenstvy podmáčených smrčin. Oblast Padrtě je navržena i do soustavy Natura 2000.
Na východních březích Hořejšího Padrťského rybníka se rozkládá rozsáhlé rašeliniště, které je však kvůli necitlivým melioračním zásahům s.p. VLS v rozpadu (VLS se snaží využívat rybníky k chovu ryb a pro ten účel snižuje kyselost vody, ovlivňovanou rašeliništěm - proto se je snaží zničit).
Pod hlavními dvěma rybníky se nachází ještě další čtyři menší rybníky, u kterých kdysi stávaly mlýny a hamry.

## Okolí rybníků
Rybníky jsou napájeny spoustou bezejmenných potůčků a Zlatým potůčkem. Kolem rybníků protéká potok Klabava, který hned pod hrází Dolejšího rybníka pohlcuje výtok z rybníka. Nedaleko Chrástu u Plzně se vlévá do Berounky.
Oblast severně od rybníků, tzv. Padrťské pláně byla po řadu let součástí vesnic Padrť, Zadní Záběhlá a Přední Záběhlá a byla využívána k zemědělským účelům. Dodnes se tu setkáme s typickými vesnickými stromy jako je jabloň či hrušeň.
Asi 1300 m jižně od Hořejšího padrťského rybníka se nachází kóta 718,8 m, kde se měla být vybudována radarová základna amerického systému protiraketové obrany. Řada lidí se obávala o mikroflóru přítoků rybníků, kterou by plánovaný radar mohl poškodit.[zdroj?]
V blízkosti se nalézají také významné vrchy, jako např. Praha (862 m), druhá nejvyšší hora Brd, Paterák (814 m), Kočka (790 m), Kamenná, Palcíř (724 m), Okrouhlík (707 m) s působivými skalními útvary nedaleko vrcholu.

## Přístup
Od 1. června 2008 byla zpřístupněna cyklostezka z obce Trokavec kolem vrchu Okrouhlík a Skály Marie Terezie na hráz Hořejšího Padrťského rybníka a odtud až do Bukové u Rožmitálu pod Třemšínem s odbočkou do obce Teslíny.
Od roku 2017 je přístupné placené parkoviště v bývalém vojenském areálu na kraji obce Skořice. Toto parkoviště je nejvýhodnějším výchozím bodem pro turisty směřující k Padrťským rybníkům. Cena je 50 korun a parkoviště provozuje Správa CHKO Brdy.
K Padrťským rybníkům vedou tři turistické značky:
- červená z Míšova a od Tří Trubek,
- modrá od vrcholu Praha,
- zelená z Rožmitálu pod Třemšínem.

K oblíbenému turistickému cíli dojedete i na kole - po cyklostezce č. 2273 z Trokavce. Na parkovišti ve Skořici je i nabíjecí stanice pro elektrokola, na hrázi Hořejšího rybníka je turistický přístřešek s lavičkami.
Oba dva rybníky jsou prohlášeny za vodárenskou nádrž a není zde povoleno koupání ani jiné aktivity.

## Galerie

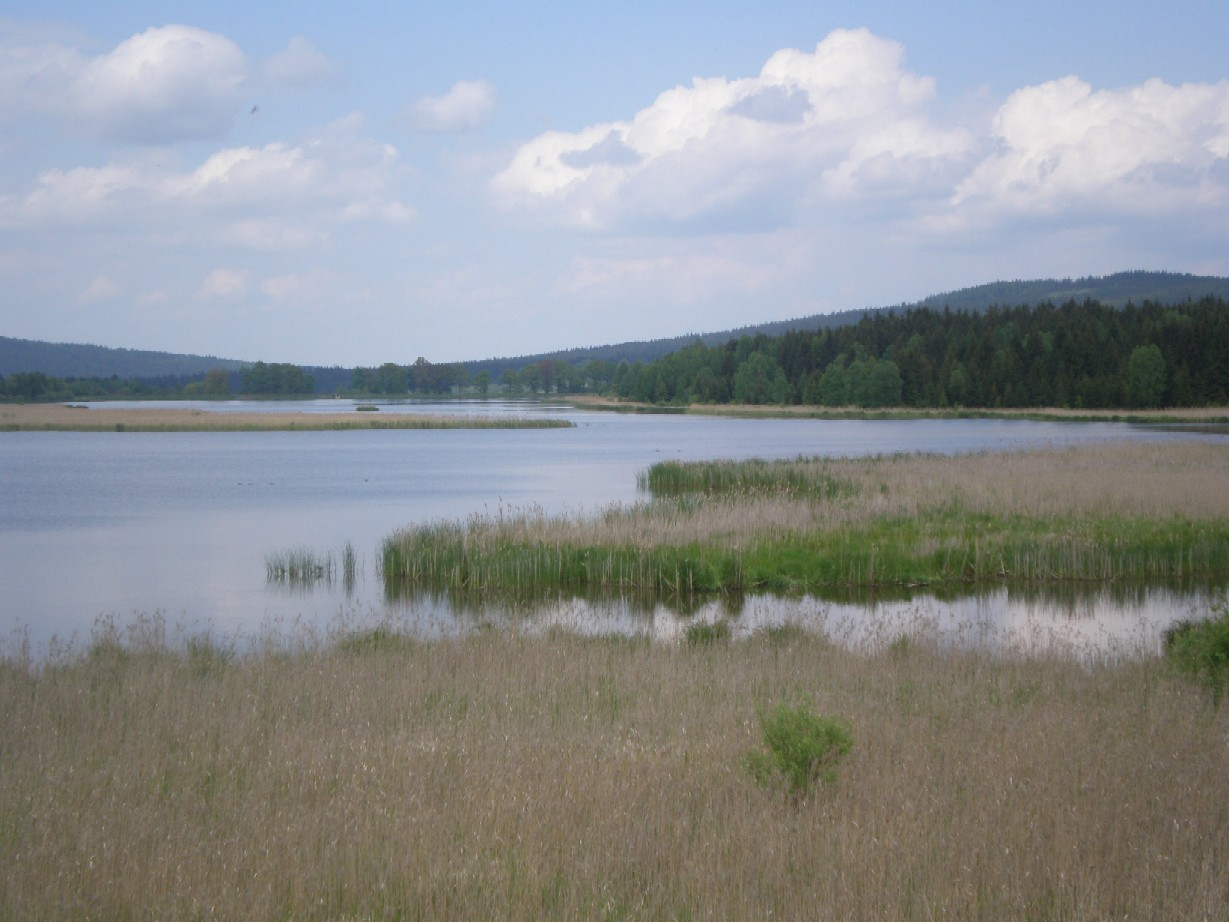
Dolejší Padrťský rybník
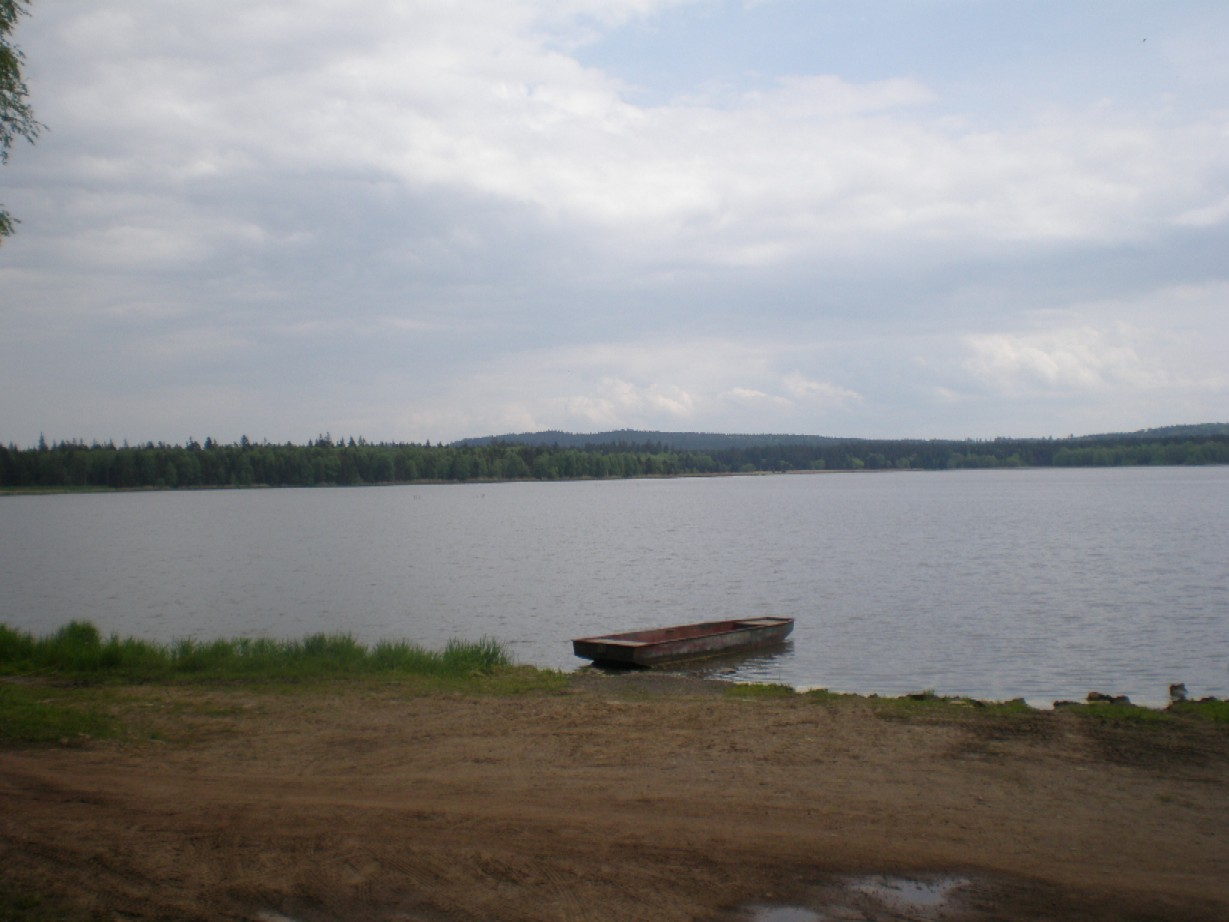
Hořejší Padrťský rybník
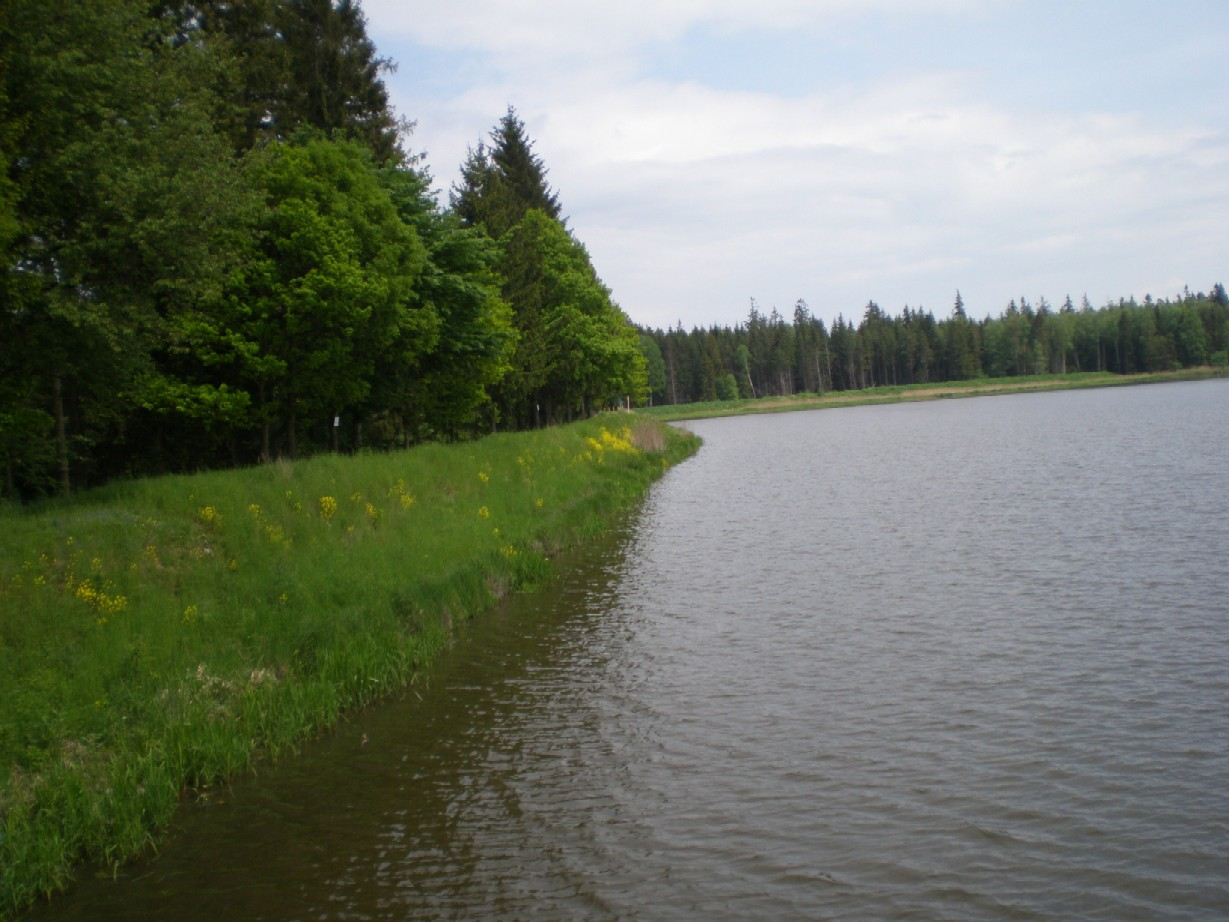
Hráz Hořejšího rybníka
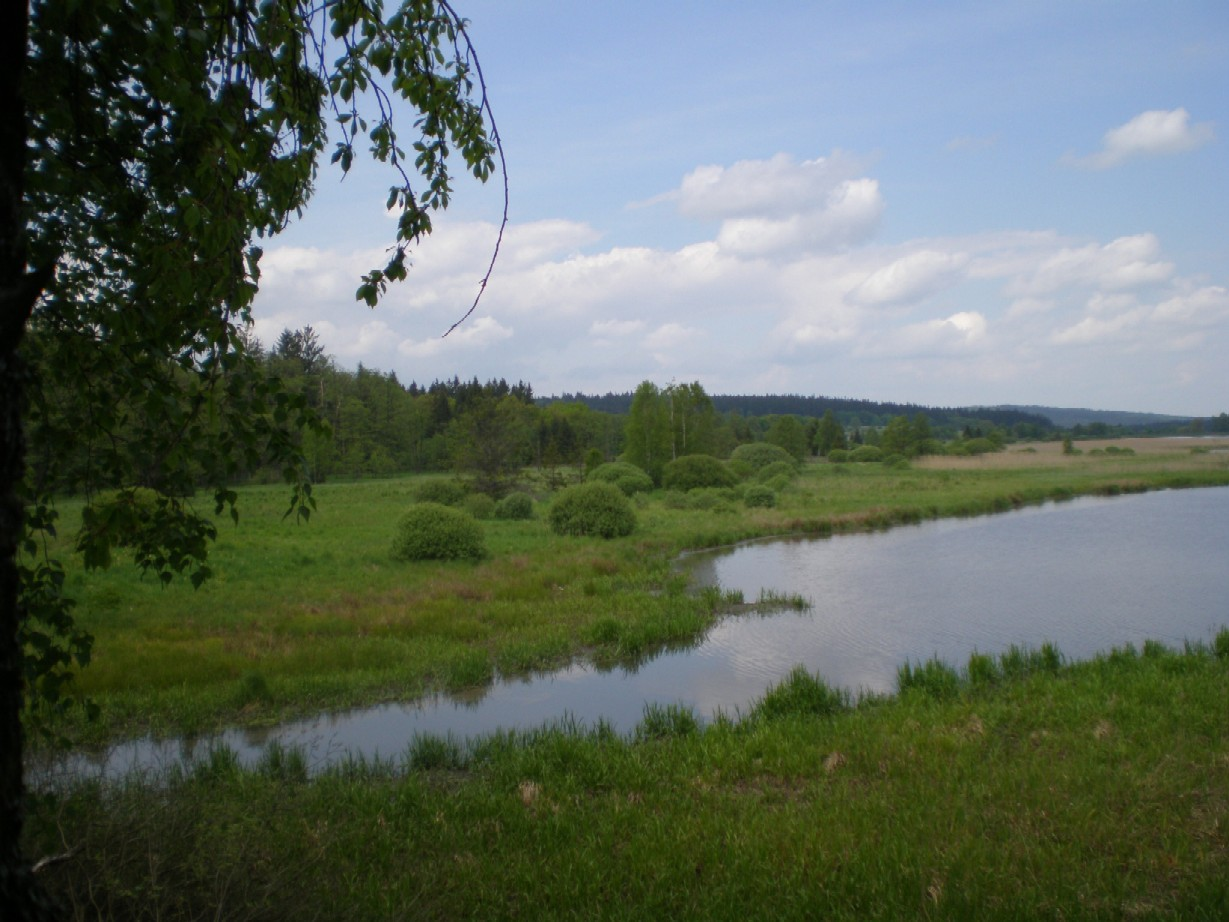
Mezi Hořejším a Dolejším Padrťským rybníkem
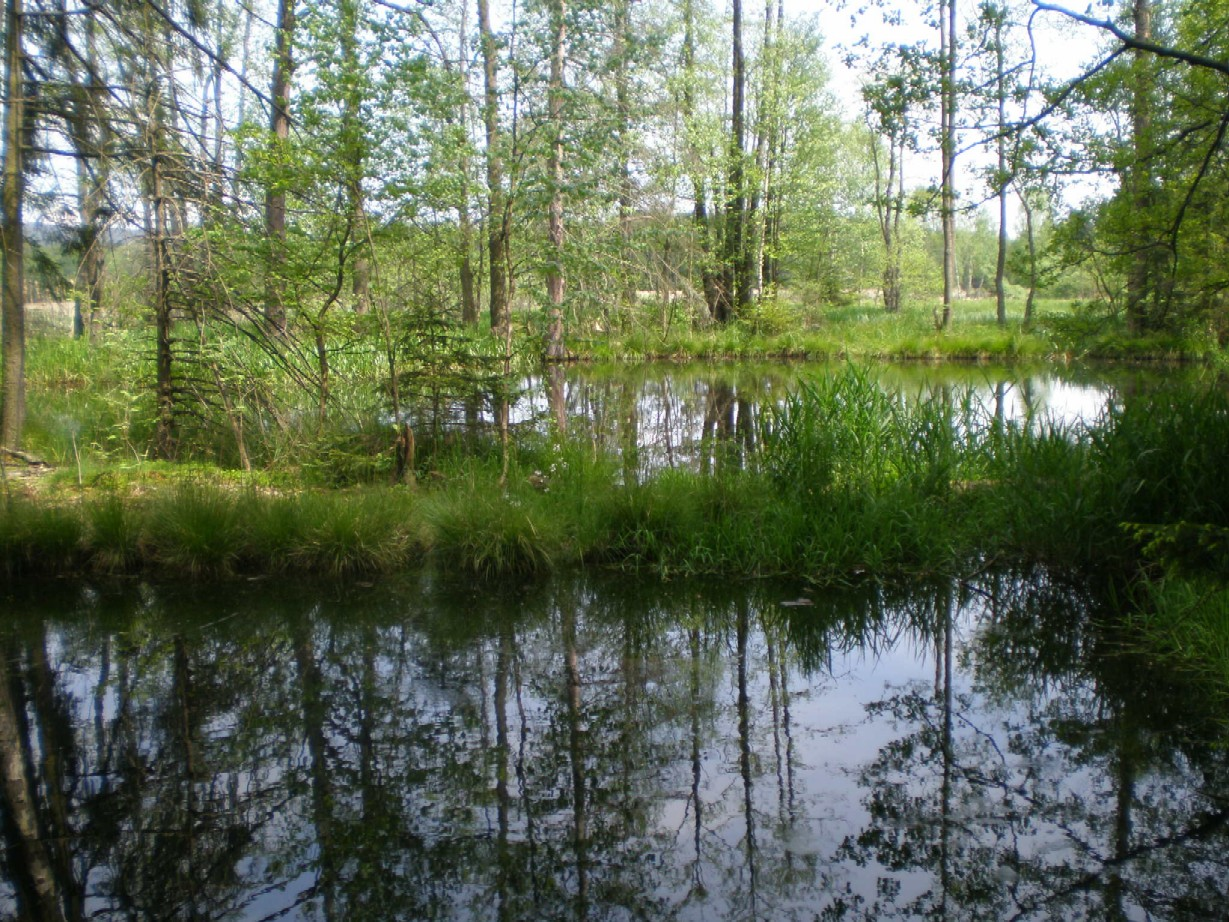
Mokřady na Padrti
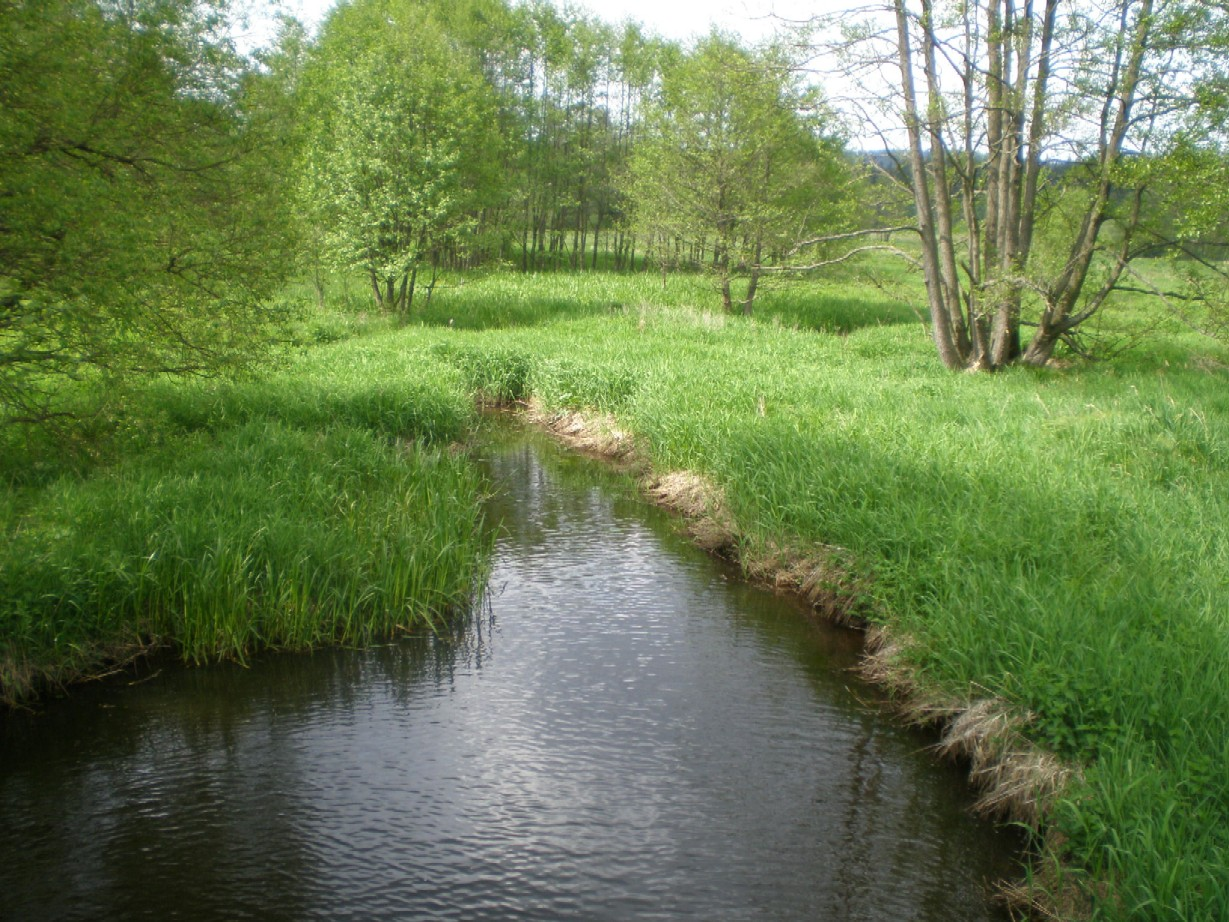
Klabava
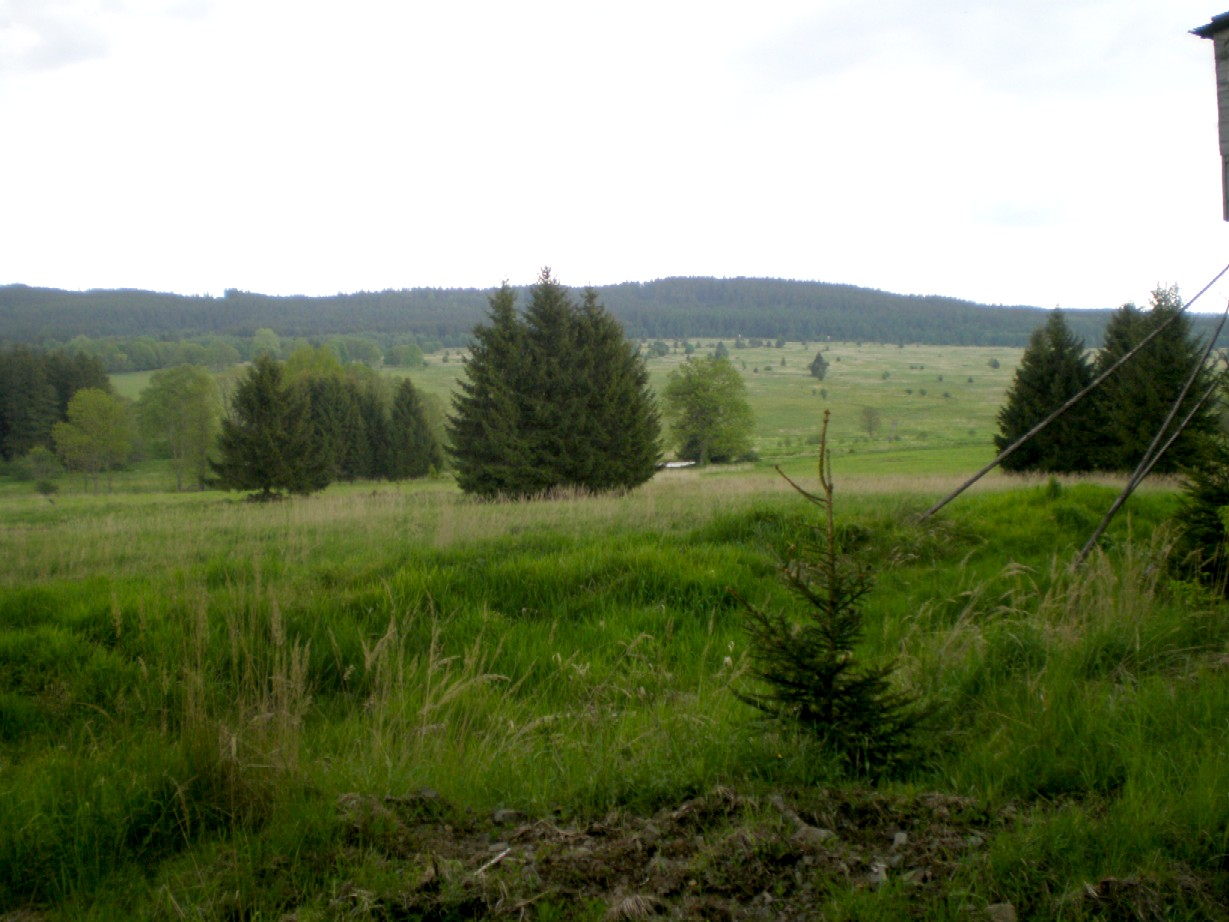
Padrťské pláně
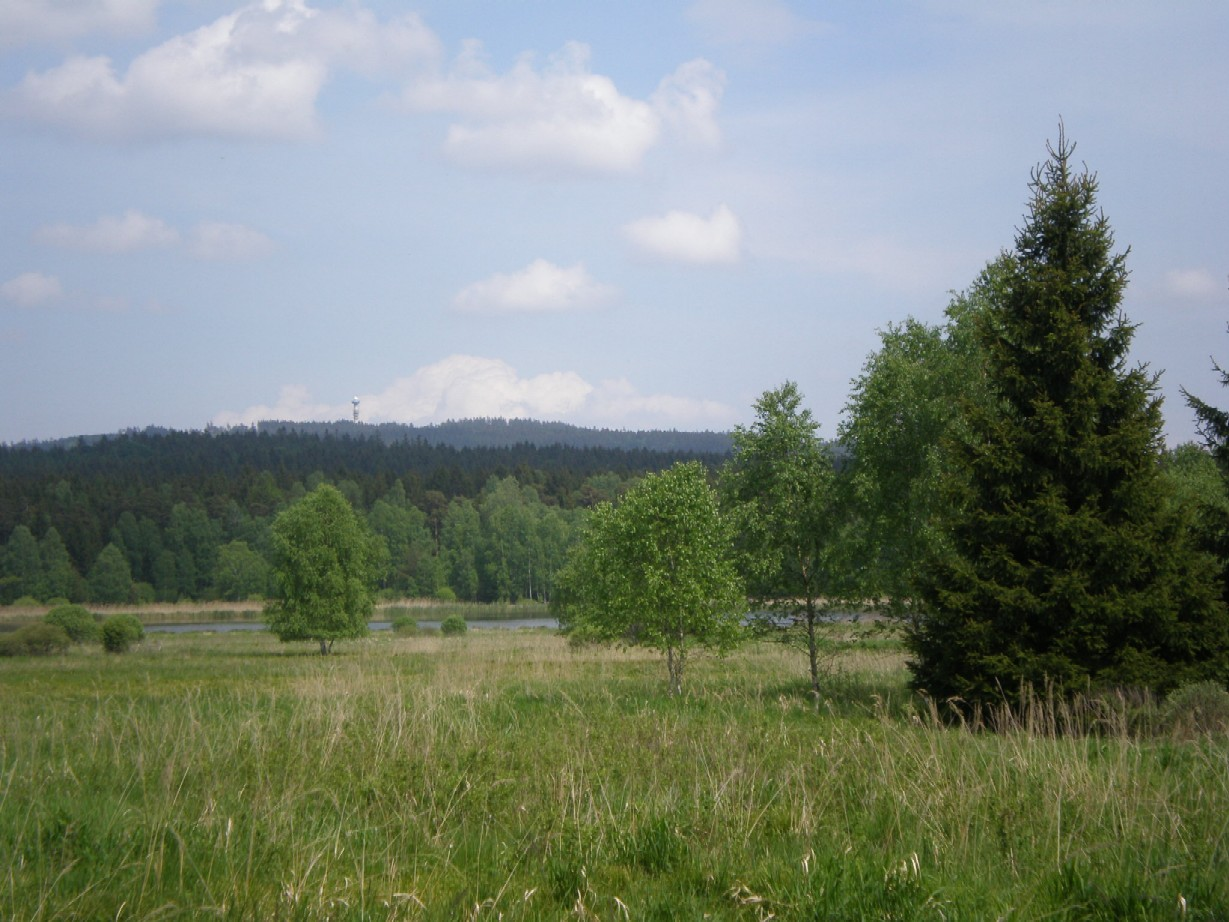
Praha (862m) nad Padrtí
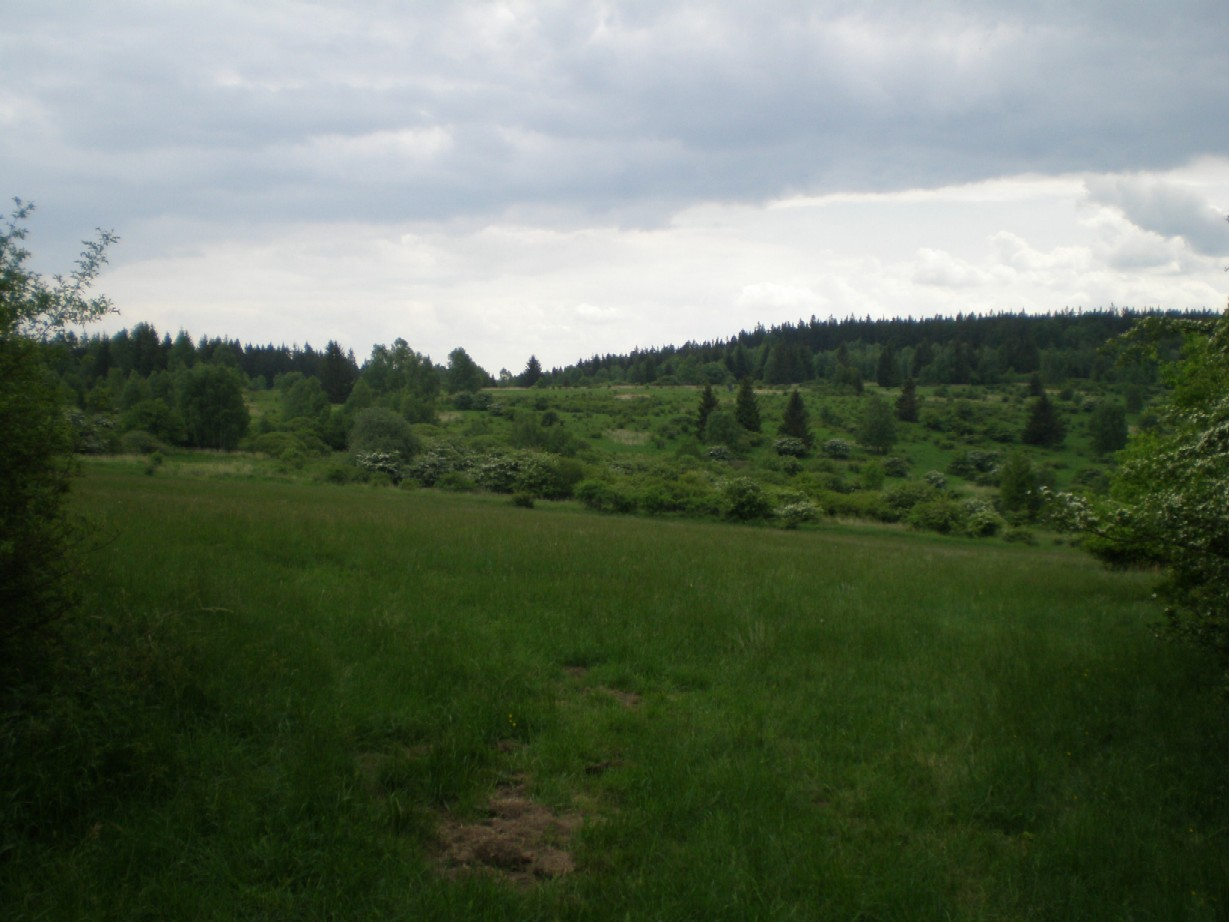
Kolvín
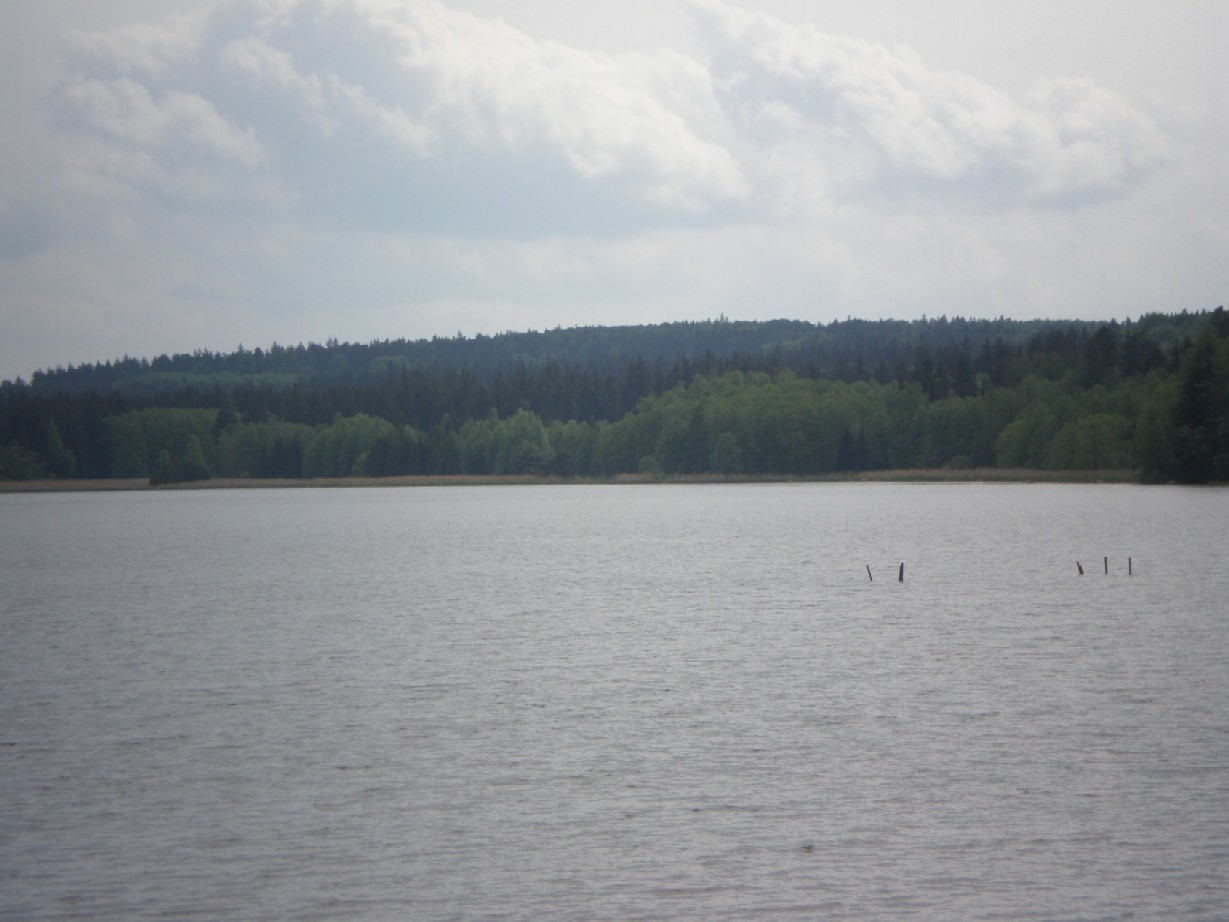
Kóta 718,8 m od Hořejšího Padrťského rybníka
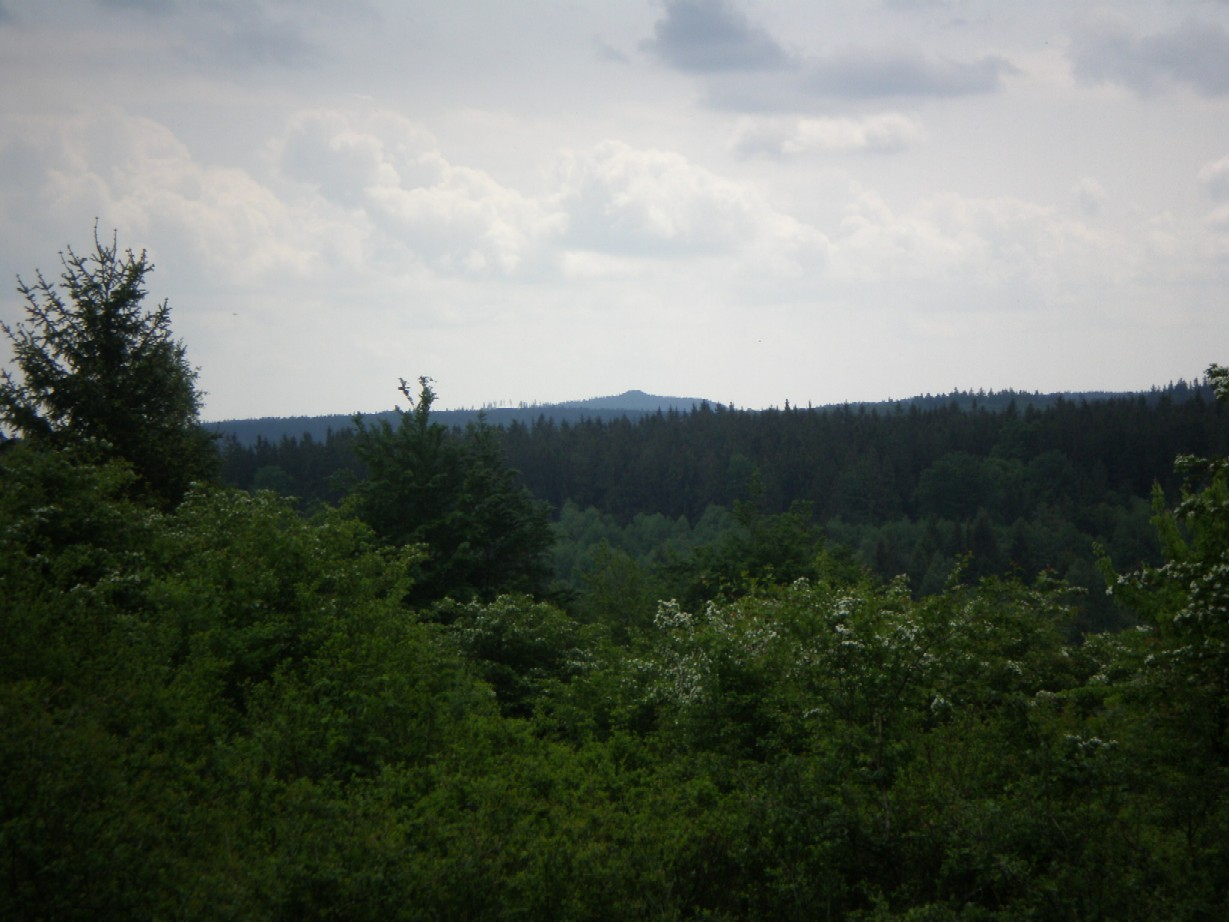
Od Palcíře k Třemšínu
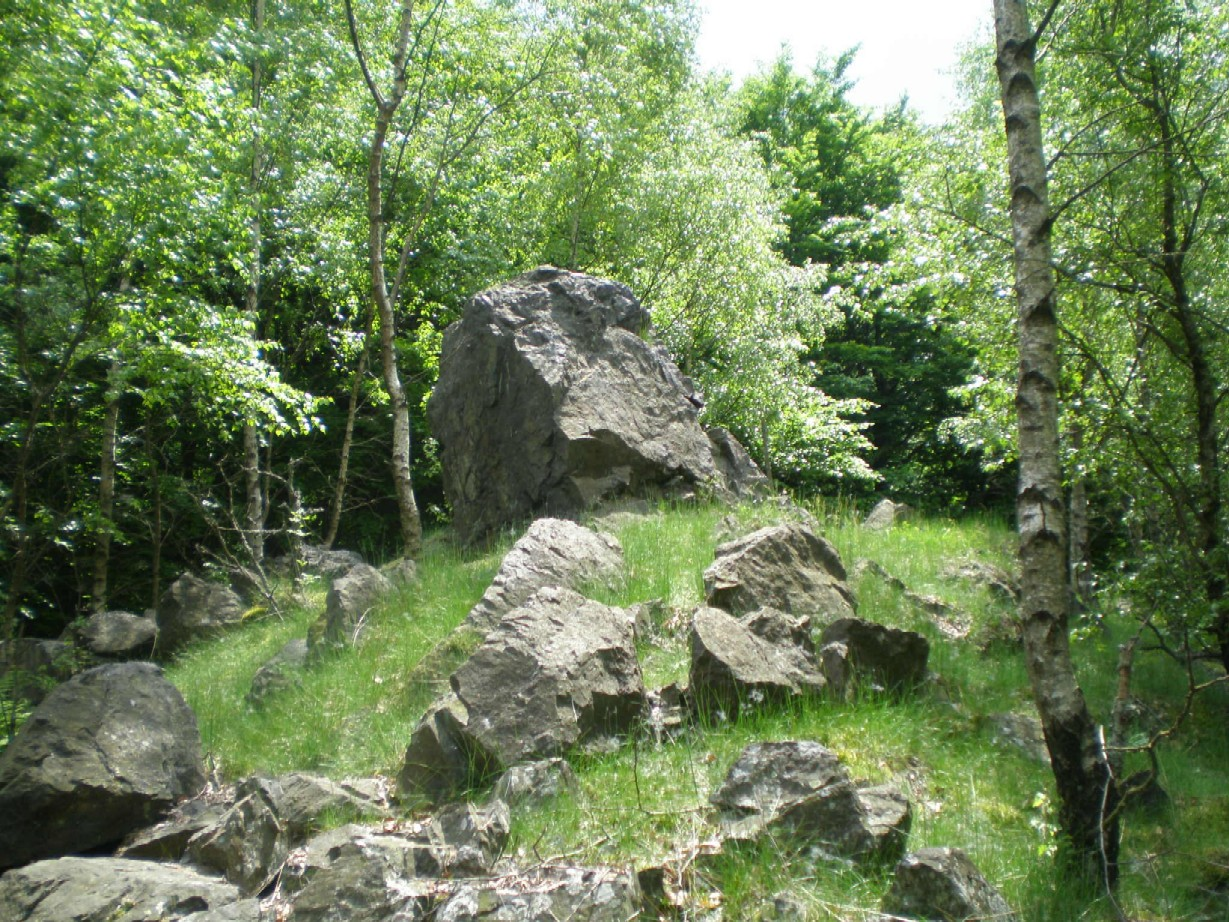
Palcíř